# مسجد میاندره
مسجد میاندره مربوط به دوره صفوی است و در دزفول، محله میاندره واقع شده و این اثر در تاریخ ۹ اردیبهشت ۱۳۸۲ با شمارهٔ ثبت ۸۳۸۵ به‌عنوان یکی از آثار ملی ایران به ثبت رسیده است.